# Tiefe (Kommutative Algebra)
Die Tiefe eines Moduls, insbesondere eines Ideals, wird in der kommutativen Algebra untersucht. Sie ist eine wichtige Invariante, die in verschiedenen Definitionen und Sätzen eine Rolle spielt.
Dieser Artikel beschäftigt sich mit kommutativer Algebra. Insbesondere sind alle betrachteten Ringe kommutativ und haben ein Einselement. Ringhomomorphismen bilden Einselemente auf Einselemente ab. Für weitere Details siehe Kommutative Algebra.

## Definition
Wenn {\displaystyle M} ein Modul über einem Ring {\displaystyle R} ist, so ist die Tiefe {\displaystyle \operatorname {tf} (M)} von {\displaystyle M} die Mächtigkeit einer maximalen {\displaystyle M}-regulären Folge von Elementen aus {\displaystyle R}.
Die Notation für die Tiefe eines Moduls {\displaystyle M} ist in der Literatur nicht einheitlich: Neben {\displaystyle \operatorname {tf} (M)} und {\displaystyle \operatorname {t} (M)} ist auch {\displaystyle \operatorname {depth} (M)} und {\displaystyle \operatorname {prof} (M)} zu finden.

## Eigenschaften
Wenn {\displaystyle R} ein lokaler noetherscher Ring mit maximalen Ideal ist und {\displaystyle M} ein endlicher Modul (der nicht trivial ist, also ungleich 0) über {\displaystyle R} ist, dann gilt:
- Ist {\displaystyle k=R/m} der Restklassenkörper, so gilt:
{\displaystyle \operatorname {tf} (M)<\infty }
{\displaystyle \operatorname {tf} (M)=\min(\{n\in \mathbb {N} |\operatorname {Ext} ^{n}(k,M)\neq 0\}}
- Es gilt:
{\displaystyle \operatorname {tf} (M)\leq \dim M}

Moduln (bzw. Ringe), bei denen Gleichheit gilt, heißen Cohen-Macaulay-Moduln (bzw. Cohen-Macaulay-Ringe).
- {\displaystyle \operatorname {tf} (M)=0\Leftrightarrow m\in \operatorname {Ass} (M)}

({\displaystyle \operatorname {Ass} (M)} ist die Menge der zu {\displaystyle M} assoziierten Primideale von {\displaystyle R}.)
- Hat {\displaystyle M} eine endliche projektive Dimension, so gilt:
{\displaystyle \operatorname {tf} (M)+\operatorname {proj.dim} (M)=\operatorname {tf} (A)}

Insbesondere ist
- {\displaystyle \operatorname {tf} (M)\leq \operatorname {tf} (A)}

## Beispiele
- Ist {\displaystyle V} ein Vektorraum über einem Körper {\displaystyle K} der Vektorraumdimension {\displaystyle n}, so ist seine Tiefe als {\displaystyle K}-Modul gleich {\displaystyle n}.
- Die Tiefe eines regulären lokalen Ringes ist seine Krulldimension.